# Фиджийский пестрокрылый пастушок
Фиджийский пестрокрылый пастушок (лат. Hypotaenidia poeciloptera) — вымерший вид птиц из семейства пастушковых.
Были эндемиками Фиджи. Последний образец добыт на Вити-Леву. Известно двенадцать экземпляров, добытых в XIX веке, некоторые из которых находятся в Бостоне, Лондоне и Нью-Йорке. Последнее не подтверждённое наблюдение датируется 1973 годом.
Ископаемые остатки, датируемые концом плейстоцена и началом голоцена обнаружены в пещерах на Фиджи.

## Описание
Фиджийский пестрокрыллый пастушок был 36.5 см в длину. У него был оранжевый или коричневато-желтый клюв с желтовато-белым кончиком. Ноги и пальцы были короткими. Верх и хвост птицы были темно-коричневого цвета, переходящего в каштановый. Вся нижняя сторона, бока головы, шея и боковые стороны шеи были аспидно-серыми. Грудь, бедра и подхвостье были более темными, более черноватыми. Перья брюха имели беловатые кончики. Подбородок и горло были беловатыми. Радужная оболочка была светло-коричневой.
Эти птицы были нелетающими. Они гнездились на земле, жили в лесу/на пресноводных водоёмах. Считается, что вымирание вида было связано с завозом на остров мангустов и кошек.